# Refuge de l'Envers des Aiguilles
Le refuge de l'Envers des Aiguilles est un refuge situé en France dans le département de la Haute-Savoie en région Auvergne-Rhône-Alpes dans le massif du Mont-Blanc.

## Situation
Le refuge est situé sur l'éperon qui prolonge l'arête sud-est de l'aiguille de Roc et sépare les glaciers de Trélaporte et d'Envers de Blaitière.

## Histoire
Le refuge a été construit par l'État français et inauguré le 7 juillet 1957.